# Herb Gorlic
Herb Gorlic – jeden z symboli miasta Gorlice w postaci herbu.

## Wygląd i symbolika
Herb przedstawiać ma na niebieskiej tarczy sylwetkę żółtego gryfa o czarnych konturach z czerwonym płomieńczykiem, trzymającego w przednich łapach dwa czarne klucze.
Herb przypuszczalnie nawiązuje do herbu Zadora założycieli miasta – Karwacjanów. Pieczęć sygnetowa Jana Karwacjana z 1470 roku przedstawiała właśnie głowę lwa. Herb Gorlic może też być nawiązaniem do herbu Görlitz, skąd przybyli pierwsi koloniści do miasta.

## Historia
Herb używany jest od XVI wieku. Pierwotnie była to tylna lwa, a w wiekach XVII i XVIII przednia połowa lwa (połulew przyjęty z pieczęci urzędu wójtowskiego, tj. pozbawionego korony herbu Zadora. Od XIX wieku herb przedstawiał już całego lwa trzymającego dwa klucze. W przyjętym w 2011 statucie miasta za godło herbowe przyjęto formalnie gryfa. Wizerunek ten jest jednak historycznie błędny i nie został przedstawiony do akceptacji Komisji Heraldycznej przy MSWiA.